# Feinkost Böhm
Die Feinkost Böhm GmbH ist ein Stuttgarter Feinkost-Lebensmittelgeschäft.

## Geschäftsfelder
Das Unternehmen beschäftigt rund 170 Mitarbeiter. Das Stammhaus im Kronprinzbau in der Stuttgarter Innenstadt verfügt über 1400 m² Verkaufsfläche. Seit 2007 betreibt das Unternehmen einen Feinkost-Stand in der Stuttgarter Markthalle. Geschäftsführender Gesellschafter des Unternehmens ist Ferdinand Piëch, der älteste Sohn des ehemaligen VW-Aufsichtsratsvorsitzenden Ferdinand Piëch.
Über 430 Lieferanten beliefern Feinkost Böhm regelmäßig mit Lebensmitteln. Neben dem Fokus auf Feinkost-Produkte dient das Unternehmen auch als Vollsortimenter. In 12 Abteilungen werden heute über 12.500 regionale wie internationale Feinkostprodukte angeboten. Über 500 Feinkost Böhm-Eigenmarkenprodukte ergänzen das Sortiment. Neben einem begehbaren Weinhumidor sind auch zwei Restaurants in das Geschäft integriert: Das SUSHI-YA bietet seinen Gästen japanische Küche. Das Feinkost Böhm Restaurant bietet eine bodenständige Küche mit saisonal wechselnden Neukreationen an. Alle Restaurants werden von Feinkost Böhm betrieben. Seit 2019 gibt es zudem eine Tagesbar.

## Geschichte

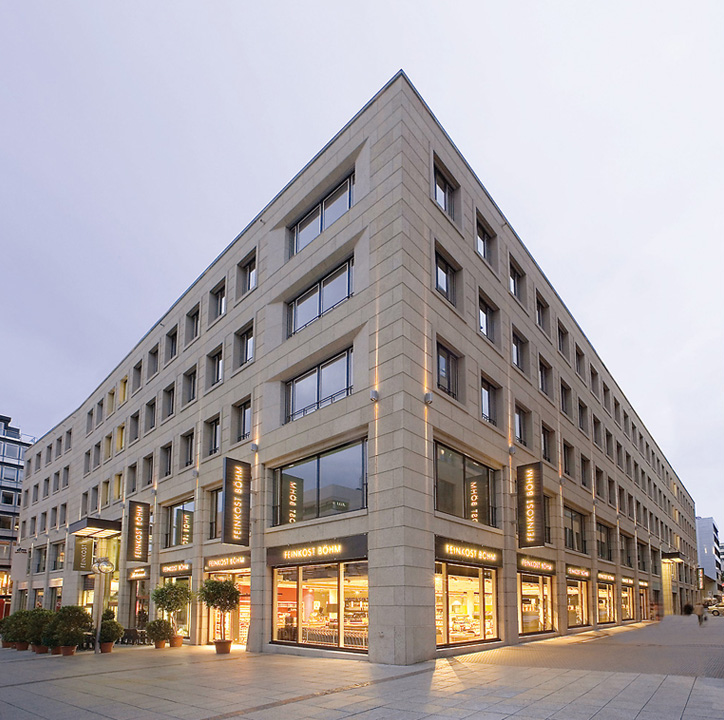
Feinkost Böhm Filiale Stuttgart, Kronprinzbau

Am 4. November 1889 eröffneten Alfred und Otto Böhm in der Schloßstraße 12 in Stuttgart ihr erstes Feinkostgeschäft.
Zu Spitzenzeiten erwirtschaftete Feinkost Böhm in der Folgezeit an 17 Standorten einen Umsatz von bis zu 320 Millionen D-Mark und beschäftigte dabei etwa 1200 Mitarbeiter. Nach massiven Gewinneinbrüchen musste das Unternehmen im Jahr 2002 Insolvenz anmelden, konnte aber, mittels Übernahme durch die Beteiligungsgesellschaft Capital Management Partners (CMP) und Auflösung defizitärer Filialen, zunächst erhalten werden. In der Folge wurden verschiedene Teilbetriebe, wie die eigene Kelterei oder der Gourmet-Service in Bad Cannstatt verkauft und das Geschäft auf das Stammhaus in der Calwer Straße in Stuttgart konzentriert.
Im Jahr 2006 wurde das Stammhaus des Unternehmens mit damals noch 46 Mitarbeitern von Ariane und Ferdinand Piëch übernommen und weiter saniert. Im Sommer 2007 wurde Feinkost Böhm wiedereröffnet.